# طواف بكين 2012
طواف بكين 2012 (بالإنجليزية: 2012 Tour of Beijing)‏ هو سباق دراجات هوائية، وهو الموسم رقم 2 من السباق، وأقيم خلال الفترة 9 أكتوبر 2012، وحتى 13 أكتوبر 2012، وامتدّ لمسافة 753.5 كيلومتر، وهو أحد سباقات طواف العالم للدراجات 2012، وهو من نوع سباق المرحلة.
فاز فيه بالمركز الأول طوني مارتين، وبالمركز الثاني فرانسيسكو جافازي، وبالمركز الثالث إيدفالد بواسون هاغن.

## الفائزون
| الترتيب | الفائز              |
| ------- | ------------------- |
| الفائز  | طوني مارتين         |
| الثاني  | فرانسيسكو جافازي    |
| الثالث  | إيدفالد بواسون هاغن |

## وصلات خارجية
- الموقع الرسمي
- طواف بكين 2012 على موقع إحصائيات الدراجات الإحترافية (الإنجليزية)